# 피터 델베코
피터 델베코(영어: Peter Del Vecho, 1958년 4월 5일 ~ )는 미국의 영화 프로듀서이다. 월트 디즈니 애니메이션 스튜디오 소속으로, 2013년 델베코가 프로듀싱한 《겨울왕국》으로 크리스 벅, 제니퍼 리와 함께 아카데미 장편 애니메이션 작품상을 수상하였다.
델베코는 매사추세츠주 퀸시에서 성장하였다. 델베코는 1980년 보스턴 대학 예술학부(Boston University College of Fine Arts)에서 무대를 전공하여 졸업하고, 15년간 극장에서 근무하였다. 구스리 시어터에서 10년간 근무하고 난 뒤인 1995년, 델베코는 디즈니 애니메이션에 고용되었다.
델베코는 《겨울왕국》 (2013) 외에도 《공주와 개구리》 (2009), 《곰돌이 푸》 (2011)를 프로듀싱하였다. 2015년 봄에는 《겨울왕국》의 단편 영화 《겨울왕국 열기》의 프로듀싱을 맡았다. 2015년 3월 12일, 디즈니는 《겨울왕국》의 속편인 《겨울왕국 2》의 프로듀싱을 델베코가 맡는다고 발표하였다.